# Panamerikanische Spiele 2019/Bogenschießen
Bei den Panamerikanischen Spielen 2019 in Lima fanden vom 7. bis 11. August 2019 im Bogenschießen acht Wettbewerbe statt. Austragungsort war die Bogenschießanlage in Villa María del Triunfo.
Für die Wettbewerbe hatten sich insgesamt 17 Nationen qualifiziert, in denen 84 Athleten an den Start gingen. Erfolgreichste Nation waren die Vereinigten Staaten, dessen Sportler je zwei Gold- und Silbermedaillen sowie drei Bronzemedaillen gewannen. Dahinter folgte die kanadische Delegation, die zwei Goldmedaillen und eine Bronzemedaille gewann.

## Wettbewerbe und Zeitplan
Insgesamt acht Wettbewerbe wurden im Rahmen der Spiele im Bogenschießen ausgetragen. Dazu zählten im Recurvebogen je ein Einzel- und Mannschaftswettbewerb bei Männern und Frauen sowie ein Mixed-Mannschafts-Wettkampf. Im Compoundbogen fanden erstmals in der Geschichte der Panamerikanischen Spiele je ein Einzelwettbewerb bei Männern und Frauen statt sowie ein Mixed-Mannschafts-Wettkampf.

## Ergebnisse

### Recurve

#### Männer

##### Einzel
| Platz | Land      | Athlet           |
| ----- | --------- | ---------------- |
| 1     | Kanada    | Crispin Duenas   |
| 2     | Brasilien | Marcus D’Almeida |
| 3     | Kanada    | Eric Peters      |

##### Mannschaft
| Platz | Land               | Athleten                                    |
| ----- | ------------------ | ------------------------------------------- |
| 1     | Kanada             | Crispin Duenas Brian Maxwell Eric Peters    |
| 2     | Chile              | Andrés Aguilar Juan Painevil Ricardo Soto   |
| 3     | Vereinigte Staaten | Brady Ellison Thomas Stanwood Jack Williams |

#### Frauen

##### Einzel
| Platz | Land               | Athletin           |
| ----- | ------------------ | ------------------ |
| 1     | Mexiko             | Alejandra Valencia |
| 2     | Vereinigte Staaten | Khatuna Lorig      |
| 3     | Vereinigte Staaten | Casey Kaufhold     |

##### Mannschaft
| Platz | Land               | Athletinnen                                   |
| ----- | ------------------ | --------------------------------------------- |
| 1     | Vereinigte Staaten | Casey Kaufhold Khatuna Lorig Erin Mickelberry |
| 2     | Mexiko             | Mariana Avitia Aída Román Alejandra Valencia  |
| 3     | Kolumbien          | Valentina Acosta Ana Rendón Maira Sepúlveda   |

#### Mixed
| Platz | Land               | Athleten                          |
| ----- | ------------------ | --------------------------------- |
| 1     | Vereinigte Staaten | Casey Kaufhold Brady Ellison      |
| 2     | Kolumbien          | Ana Rendón Daniel Pineda          |
| 3     | Mexiko             | Alejandra Valencia Ángel Alvarado |

### Recurve

#### Männer-Einzel
| Platz | Land        | Athlet             |
| ----- | ----------- | ------------------ |
| 1     | El Salvador | Roberto Hernández  |
| 2     | Mexiko      | Braden Gellenthien |
| 3     | Kolumbien   | Daniel Muñoz Pérez |

#### Frauen-Einzel
| Platz | Land               | Athletin       |
| ----- | ------------------ | -------------- |
| 1     | Kolumbien          | Sara López     |
| 2     | Mexiko             | Andrea Becerra |
| 3     | Vereinigte Staaten | Paige Pearce   |

#### Mixed
| Platz | Land        | Athleten                      |
| ----- | ----------- | ----------------------------- |
| 1     | Argentinien | María González Ivan Nikolajuk |
| 2     | Guatemala   | María Zebadúa José del Cid    |
| 3     | Kolumbien   | Sara López Daniel Muñoz Pérez |

## Medaillenspiegel
| Platz  | Land               | Gold | Silber | Bronze | Gesamt |
| ------ | ------------------ | ---- | ------ | ------ | ------ |
| 01     | Vereinigte Staaten | 2    | 2      | 3      | 7      |
| 02     | Kanada             | 2    | —      | 1      | 3      |
| 03     | Mexiko             | 1    | 2      | 1      | 4      |
| 04     | Kolumbien          | 1    | 1      | 3      | 5      |
| 05     | Argentinien        | 1    | —      | —      | 1      |
| 05     | El Salvador        | 1    | —      | —      | 1      |
| 07     | Brasilien          | —    | 1      | —      | 1      |
| 07     | Chile              | —    | 1      | —      | 1      |
| 07     | Guatemala          | —    | 1      | —      | 1      |
| Gesamt | Gesamt             | 8    | 8      | 8      | 24     |